# Mateo Morrison
Mateo Morrison Fortunato (Santo Domingo, República Dominicana, 14 de abril de 1946) es un escritor dominicano, abogado, poeta, ensayista y exeditor de suplemento literario, escogido ganador del Premio Nacional de Literatura de República Dominicana en 2010.

## Biografía
Morrison es conocido por su poesía, aunque también escribió la novela «Un silencio que camina». Algunos de sus poemas se han traducido al chino, coreano, francés, hebreo e inglés.
Hijo de Egbert Morrison, de origen jamaiquino, y Efigenia Fortunato, de origen dominicano. Estudió en el Centro Latinoamericano y del Caribe para el Desarrollo Cultural de Venezuela, titulándose en administración cultural. Fundó el Taller Literario César Vallejo a finales de los 1970 y se convirtió en 2010 en el vigésimo escritor dominicano en recibir el Premio Nacional de Literatura por el conjunto de su obra literaria, mayormente en el género de poesía.
Fue director del Departamento de Cultura de la Universidad Autónoma de Santo Domingo (UASD) y fungió como subsecretario de cultura de República Dominicana desde 2008.
En la historia de la literatura dominicana corresponde a la Generación de Posguerra. Es el primer dominicano egresado en Administración Cultural. Estudió en el Centro Latinoamericano y del Caribe para el Desarrollo Cultural. Licenciado en Derecho, magna cum laude, diplomado en Derecho de Autor y Propiedad Intelectual y en Negocios Jurídicos Internacionales. Posee un máster en Filosofía del Mundo Global por la Universidad del País Vasco.
Estuvo casado con Cristobalina Ramírez, con la cual procreó cuatro hijos: Milton, Franklin, Jocksan y Nelson. Posteriormente, contrae matrimonio con Iluminada González, con la cual tuvo dos hijas: Berioska y Samanta.
Ha sido profesor en los grados secundario y universitario. Ha recibido la distinción Salomé Ureña de Henríquez, que otorga la Secretaría de Estado de Educación. Así como también, por la Cámara de Diputados por su labor cultural. Más de treinta consejos municipales y ayuntamientos tanto en el país como en el exterior lo han distinguido como visitante de honor y el ayuntamiento de Santo Domingo Este (donde nació) le otorgó en forma excepcional la distinción de hijo meritísimo de dicho municipio. Ha recorrido diversos lugares del mundo (América, Europa, Asia y África), exhibiendo los valores de la identidad cultural dominicana de las diversas vertientes. Más de 40 escritores nacionales e internacionales han escrito acerca de la valoración de su obra literaria y sus aportes a la cultura. Ha recibido reconocimiento de más de 10 ferias del libro nacionales e internacionales. Es presidente fundador de Espacios Culturales y fundador de la Unión de Escritores Dominicanos, donde ostentó la Secretaría General. Es miembro del Colegio Dominicano de Periodistas, de la Unión de Escritores Dominicanos y del Colegio de Abogados de la República Dominicana.
Dirigió el Departamento de Cultura de la Universidad Autónoma de Santo Domingo (UASD) por 22 años, donde coordinó importantes eventos nacionales e internacionales como el Encuentro Internacional de Escritores Pablo Neruda, los Jueves de la Cultura, los Domingos Culturales, el Primer Congreso Nacional de Grupos Culturales Populares y dos encuentros de grupos folklóricos originales. Creó y dirigió la revista Extensión de la Uasd. Fundó el Taller Literario César Vallejo, institución fundamental en el surgimiento de la generación del 80. Además, ha sido director de Formación y Cooperación Técnica del Consejo Presidencial de Cultura y presidente de esta entidad en su última etapa y pronunció el discurso central en la promulgación de la ley 41-00, acto celebrado ante la comunidad cultural en el Palacio Nacional, el 5 de julio del año 2000. Creada la Secretaría de Estado de Cultura, fue director general de Formación y Capacitación, secretario ejecutivo del Consejo Nacional de Cultura, consultor cultural del Secretario de Estado de Cultura y viceministro de Cultura. Fue consultor en Animación Sociocultural de las Naciones Unidas para el Plan Decenal de Educación de la Secretaría de Estado de Educación y asesor de siete rectorías de la UASD. Miembro del Consejo Universitario de la UASD y presidente de los Organismos Académicos Comunes de esa institución. Dirigió durante 20 años el suplemento cultural “Aquí”. Su obra literaria ha sido traducida a ocho idiomas. Ha participado en un sinnúmero de conferencias, recitales, encuentros mundiales de cultura y poesía, encuentros de escritores y literatura, festivales culturales, reuniones de ministros y altas autoridades de cultura, entre otros eventos. El 30 de mayo de 2009 recibió en Ohio el título de doctor honoris causa en Humanidades por International Writers and Artists Asociation y en febrero de este año, 2010, recibió el Premio Nacional de Literatura, la más alta distinción que se otorga en vida a un escritor dominicano. Ha escrito más de 30 obras, correspondientes a diversos géneros literarios.

## Obra
Morrison es conocido por su poesía, aunque también escribió la novela «Un silencio que camina». Algunos de sus poemas se han traducido al chino, coreano, francés, hebreo e inglés.
Morrison ha publicado las siguientes obras:
- Poesía, 1969.
- Aniversario del dolor, 1973.
- Visiones del transeúnte, 1983.
- Encuentro Internacional de Escritores Pablo Neruda, 1983.
- Antología poética de Juan Sánchez Lamouth, 1983.
- Si la casa se llena de sombras, 1986.
- Seis mujeres poetas, 1989.
- Visiones del amoroso ente, 1991.
- A propósito de imágenes, 1991.
- El tema de las madres en la poesía dominicana, 1994.
- Abril del 65: Visión poética, 1995.
- Nocturnidad del viento / Voz que se desplaza, 1996.
- Juan Pablo Duarte a través de doce autores contemporáneos, 1996
- La transformación curricular en el área de animación sociocultural, 1996.
- Homenaje de los poetas dominicanos a la cultura francesa, 1998.
- Política Cultural en República Dominicana: Reto inaplazable, 1998
- La cultura en los barrios I, 1998.
- La cultura en los barrios II, 1998.
- Hacia una política cultural para el diálogo y la concertación, 1999.
- 30 años de poesía y otros escritos, 1999.
- Hacia una radiografía de la cultura dominicana contemporánea, 2002.
- Aída Cartagena Portalatín (Antología poética), 2002.
- No olvidar a los poetas, 2003.
- Actas y documentos del Encuentro Internacional de Escritores Pablo Neruda, 2003.
- Pablo Neruda entre nosotros, 2004.
- Difícil equilibrio, 2005.
- Dorothy Dandridge, 2006.
- De carabelas, descubrimiento y encuentro de culturas, 2006.
- Soliloquio desnudo y otros poemas, 2007.
- Espasmos en la noche, 2007.
- El tema del amor en la poesía de Mateo Morrison, 2007.
- Un silencio que camina, 2007.
- Derecho y Relaciones Internacionales, 2008.
- Las palabras están ahí, 2008.
- Pablo Neruda entre nosotros, 2004
- Difícil equilibrio, 2005
- Dorothy Dandridge, 2006
- De carabelas, descubrimiento y encuentro de culturas, 2006
- Soliloquio desnudo y otros poemas, 2007
- Espasmos en la noche, 2007
- El tema del amor en la poesía de Mateo Morrison, 2007
- Un silencio que camina, 2007
- Derecho y Relaciones Internacionales, 2008
- Las palabras están ahí, 2008
- Espasmos en la Noche, 2010
- Política Cultural, legislación derechos culturales en la República Dominicana, 2009.
- Mateo Morrison Diversas Miradas, 2009.
- Estático en la memoria, 2009.
- Pasajero del aire, 2010.
- Ojos de madre, vientos de guerra, 2010.
- El abrazo de las sombras, 2014.
- La tempestad del silencio, 2014.
- Los Nacimientos Múltiples de Juan Bosch, 2015.
- Viaje hacia el arúspice. Relectura de la obra de José Mármol, 2015.
- Mateo Morrison Antología Poética, 2015.
- Terreno de Eros, 2017.
- Cultura y Literatura, 2017.
- Caminar con las palabras, 2017.

Por sus aportes a la literatura dominicana, Mateo Morrison fue elegido como escritor homenajeado en la Feria Internacional del Libro Santo Domingo 2024, evento realizado anualmente en República Dominicana para promover la lectura en el país caribeño.